# Parapolskij doł
Parapolskij doł (ros. Парапольский дол) – nizina w azjatyckiej części Rosji, w Kraju Kamczackim.
Obejmuje zapadlisko tektoniczne pomiędzy Górami Penżyńskimi a głównym pasmem Gór Koriackich; od południa ograniczona Górami Środkowymi; długość 425 km, wysokość 50 - 200 m n.p.m.; występują liczne bagna i niewielkie jeziora; główna rzeka Tałowka; roślinność tundrowa.
Stanowi naturalną północną granicę półwyspu Kamczatka.
Nizina znajduje się na terenie Rezerwatu Koriackiego.